# La Raison du plus fou
Pour plus de détails, voir Fiche technique et Distribution.
La Raison du plus fou est un film français réalisé par François Reichenbach, sorti le 28 mars 1973, sur un scénario de Raymond Devos, qui y tient le rôle principal.

## Synopsis
Comédie fantaisiste : la nuit dans une maison de repos pour agités, un surveillant emprunte sans autorisation la Cadillac de la directrice pour conduire au bord de la mer deux jeunes pensionnaires de l'asile. La directrice, femme autoritaire et revêche qui terrorise son mari, oblige ce dernier à voler un camion-citerne, et la poursuite commence.
Les pourchassés et les poursuivants traversent la France, depuis la région parisienne jusqu'à Nice. Tout en s'occupant du bien-être de ses passagers auxquels s'ajoute bientôt une charmante auto-stoppeuse, le surveillant devra multiplier les ruses pour déjouer ses poursuivants, échapper aux agents de l'Ordre public, amadouer les automobilistes vindicatifs dans les embouteillages comme sur les pistes d'autos-tamponneuses ; il devra se montrer patient et compréhensif face aux commerçants, restaurateurs, hôteliers et faire preuve de talents de négociateur, de sauveteur en rivière, de funambule, de jongleur.
Lancé à sa poursuite, le couple directorial va hériter des mêmes rencontres, multipliant à son tour gaffes et quiproquos. Dans une scène poignante qui est un des sommets du film, les deux époux finiront par reconnaître leurs véritables sentiments.
Pendant ces extravagantes péripéties, le conducteur du camion-citerne vit la non moins difficile expérience de tenter d'entrer en contact téléphonique avec ses employeurs, un été où le téléphone de l'asile n'est pas au meilleur de son fonctionnement.

## Ambiance
Cette comédie fantaisiste est un « road movie » à travers la France, qui emmène le spectateur de la région parisienne jusqu'à Nice. Mais c'est aussi un film qui, du début à sa fin, joue en parallèle sur un double registre. 
D'une part l'humour de Raymond Devos. Auteur principal du film, il en conçoit l'histoire et ses péripéties, donnant sa marque à la fois absurde et poétique aussi bien aux rebondissements de l'action qu'aux dialogues où il recourt à ses procédés usuels : jeu sur les sonorités, télescopage, glissement de sens, inversion et retournement car sortir de l'asile, c'est s'exposer à rencontrer de plus ou moins doux dingues. 
Le second registre est celui des images. Le cinéaste François Reichenbach donne un tableau de la France rurale en plein été au début des années 1970, d'une manière que n'eût pas désavouée un Fernand Braudel : fêtes, cérémonies, enterrements, bals, fanfares, carnaval, auberges et lieux de villégiature ; ceci d'abord à travers les paysages du centre de la France, puis dans de longs plans qui mettent en valeur le Sud (le relief, les forêts côtières, la mer). 
Le film joue sur ces deux tableaux, différents et distincts : les scènes comiques alternent avec le documentaire paysager. C'est un exemple de film hybride, chose rare dans le cinéma populaire.

## Fiche technique
- Réalisateur : François Reichenbach
- Scénario : Raymond Devos
- Dialogue : Raymond Devos
- Musique : Vladimir Cosma
- Assistant réalisateur : Daniel Janneau
- Directeur de la photographie : Christian Odasso
- Montage : Gérard Pollicand
- Producteur : Alain Poiré
- Production : Les Films du Prisme, Simpro France Société Nouvelle des Établissements Gaumont (SNEG)
- Distribution : Société des Etablissements L. Gaumont
- Lieux de tournage : Nice (Alpes-Maritimes) et Villeneuve-les-Avignon (Gard)
- Genre : comédie dramatique
- Durée : 90 minutes
- Sortie : 12 avril 1973

## Distribution
- Raymond Devos : Le surveillant
- Alice Sapritch : La directrice
- Jean Carmet : Son mari
- Patrick Penn : Le jeune évadé
- Paula Moore : La jeune évadée
- Marthe Keller : L'auto-stoppeuse
- Paul Préboist : Le conducteur du camion-citerne
- Robert Rollis : Gendarme à la porte d'Issy
- Lino Ventura : Premier motard
- Pierre Richard : Second motard - En formation
- Pierre Tornade : Troisième motard
- Christian Barbier : Le reporter radio sur les lieux de la noyade
- Julien Guiomar : Le patron du restaurant
- Roger Hanin : L'hôtelier d'Avignon
- Sophie Desmarets : La péripatéticienne
- Robert Dalban : Commissaire de police
- Yves Robert : Contrôleur des chemins de fer
- Andréa Ferréol
- Marcel Gassouk
- Patricia Lesieur
- Paul Mercey : L'homme dans l'auto tamponneuse

## Lieux de tournage
- Château de Valgenceuse, Senlis, Oise[1].
- Nice, Alpes-Maritimes[1].
- Villeneuve-les-Avignon, Gard[1].
- Montreuil, Eure-et-Loir[2].